# Куклин, Павел Филиппович
Павел Филиппович Куклин (18 августа 1900, завод Тис, Пермская губерния, Российская империя — 20 февраля 1945, Лиепайский район, Латвийская ССР) — советский военачальник, полковник (04.11.1939).

## Биография
Родился 18 августа 1900 года в посёлке завод Тис (ныне — село Тис в Ключевском сельском поселении Суксунского района Пермского края). Русский. В годы Первой мировой войны работал на строительстве Казанско-Екатеринбургской железной дороги.

### Военная служба

#### Гражданская война
С ноября 1917 года по март 1918 года состоял рядовым бойцом в Екатеринбургском красногвардейском отряде, с марта 1918 года был в дружине Н. Д. Каширина группы В. К. Блюхера. В составе этих отрядов принимал участие в боях против контрреволюционного казачества, в подавлении мятежа А. И. Дутова под Троицком и в Оренбургской губернии. Осенью 1918 года вступил в конную сотню 256-го Лесновско-Выборгского полка 29-й стрелковой дивизии. Воевал с ним против колчаковских войск на Восточном фронте. В январе 1920 года с дивизией направлен на Южный фронт, по прибытии переведён в 4-й кавалерийский полк кавалерийской бригады 40-й Богучарской стрелковой дивизии. В его составе участвовал в боях с войсками генерала А. И. Деникина в районах станицы Ольгинская, городов Новороссийск, Армавир, Кисловодск. В июне — июле 1920 года в составе 1-го конного корпуса Д. П. Жлобы сражался с врангелевскими войсками под Мелитополем. После расформирования корпуса с июля служил в 20-й кавалерийской дивизии под командованием того же Жлобы. В составе 2-й конной армии воевал на Южном фронте против войск генерала П. Н. Врангеля, участвовал в рейде до каховского плацдарма. В сентябре 1920 года Куклин переведён в 52-й кавалерийский полк 9-й кавалерийской дивизии. Красноармейцем этого полка участвовал в боях с врангелевскими войсками под Ореховым, Гуляйполем, Александровском и Мелитополем, в ноябре — в Перекопско-Чонгарской операции. По завершении боев в Крыму Куклин командиром взвода этого же полка сражался против вооружённых формирований Н. И. Махно в Таврической губернии, Ю. Тютюнника в Киевской, Волынской и Каменец-Подольской губерниях. За время боевых действий был трижды ранен.

#### Межвоенные годы
После войны продолжал служить в 52-м кавалерийском полку 9-й Крымской кавалерийской дивизии им. СНК УССР командиром взвода и эскадрона. С ноября 1923 года по октябрь 1924 года Куклин находился на учёбе в Высшей объединённой военной школе в городе Киев, по возвращении в полк проходил службу командиром взвода полковой школы и сабельного эскадрона, помощником командира эскадрона, заведующим оружием полка (г. Гайсин). В январе 1927 года переведён в 24-ю Самаро-Ульяновскую Железную стрелковую дивизию УВО в городе Винница на должность командира взвода Отдельного кавалерийского эскадрона. В ноябре 1928 года назначен курсовым командиром в Украинскую кавалерийскую школу им. С. М. Буденного в городе Кирово. В январе 1931 года переведен в 1-ю кавалерийскую дивизию этого же округа в город Проскуров на должность помощника начальника штаба 2-го кавалерийского полка, с октября исполнял должность начальника 1-го отделения штаба дивизии. Член ВКП(б) с 1932 года. С января по май 1933 года прошел подготовку на спецкурсах при Штабе РККА, затем был назначен начальником штаба 29-го кавалерийского полка 5-й Ставропольской кавалерийской дивизии им. М. Ф. Блинова в городе Житомир. С сентября 1937 года вступил в командование 30-м кавалерийским полком в городе Славута. С февраля 1940 года полковник Куклин исполнял должность помощника инспектора, а с августа — инспектора Инспекции кавалерии Красной армии. В апреле 1941 года назначен помощником командира 21-й Туркестанской горно-кавалерийской дивизии САВО в городе Фергана.

#### Великая Отечественная война
С началом войны полковник Куклин 6 июля 1941 года переводится на должность командира 44-й горнокавалерийской дивизии, находившейся на формировании в районе города Чирчик. В августе 1941 года участвовал с ней в походе в Иран. До ноября дивизия находилась там в составе 53-й армии, затем была переброшена на Западный фронт в 16-ю армию и участвовала в битве под Москвой, в оборонительных боях в районе Крюково. В ходе контрнаступления под Москвой она, действуя в составе оперативной группы генерал-майора танковых войск Ф. Т. Ремизова, наступала на волоколамско-гжатском направлении. 16 декабря дивизия обошла Истринское водохранилище и, развивая наступление, совместно с частями оперативной группы 20 декабря освободила город Волоколамск. Приказом по войскам Западного фронта от 22 марта 1942 года «за слабую подготовку частей в период доформирования и за допущенные чрезвычайные происшествия в частях дивизии» полковник Куклин был отстранен от командования с преданием суду военного трибунала. Военным трибуналом Западного фронта 9 мая 1942 года на основании ст. 193-17 п. «а» УК РСФСР он был осужден на 7 лет без поражения в правах с направлением в действующую армию.
В конце мая 1942 года его назначили заместителем командира 40-й отдельной стрелковой бригады. В этой должности имел положительные характеристики и в августе был допущен к исполнению должности командира бригады. Постановлением Военного совета Западного фронта от 30 августа 1942 года судимость с него была снята. Особо отличился в частной наступательной операции на гжатском направлении в марте 1943 года. Прорвав оборону противника и неотступно преследуя его, подразделения бригады под его командованием овладели рядом населенных пунктов. Приказом по войскам Западного фронта от 6 июня 1943 года Куклин был назначен заместителем командира 207-й стрелковой дивизии, находившейся на формировании в 5-й армии. В ходе Смоленской наступательной операции 7 августа при прорыве обороны противника на рубеже Секарево, Петрикино он был ранен и до 13 октября находился в госпитале, затем состоял в распоряжении ГУК НКО. В конце октября направлен на 1-й Прибалтийский фронт на должность заместителя командира 36-го гвардейского стрелкового корпуса. С 23 декабря того же года вступил в командование 235-й стрелковой дивизией и участвовал с ней в Городокской наступательной операции. С выходом в район 16 км северо-восточнее города Витебск в начале января 1944 года дивизия перешла к обороне (в это время она входила в состав 11-й гвардейской, а с 20 февраля 1944 года — 43-й армий). С апреля 1944 года Куклин зачислен в распоряжение Военного совета 43-й армии. В сентябре допущен к исполнению должности заместителя командира 306-й стрелковой Рибшевской Краснознаменной дивизии этой же армии, находившейся в обороне во втором эшелоне западнее города Шяуляй. С 14 октября дивизия перешла в наступление и участвовала в Прибалтийской, Рижской и Мемельской наступательных операциях. С 5 ноября 1944 года она перешла в подчинение 2-й гвардейской армии этого же фронта и занимала оборону в районе Пампали. С 4 декабря дивизия входила в 4-ю ударную, а с 17 января 1945 года — 51-ю армию и вела бои по уничтожению курляндской группировки противника. В ходе их 20 февраля 1945 года гвардии полковник Куклин погиб в окрестностях города Приекуле (Латвия).
Похоронен в местечке Моседис, ныне в Скуодасском районе Клайпедского уезда Литвы.

## Награды
- орден Ленина (21.02.1945)[4]
- два ордена Красного Знамени (02.04.1943[5], 03.11.1944[4])
- орден Кутузова II степени (1944)[3]
- орден Красной Звезды[3]
- медаль «XX лет Рабоче-Крестьянской Красной Армии» (1938)[5]
- медаль «За оборону Москвы» (1944)